# عبدالله خلیل
عبدالله خلیل (عربی: عبدالله خليل؛ ۱۸۹۲ – ۲۳ اوت ۱۹۷۰) سیاستمدار اهل سودان بود. وی از ۵ ژوئیه ۱۹۵۶ تا ۱۷ نوامبر ۱۹۵۸ نخست‌وزیر سودان بود.
عبدالله خلیل در ۲۳ اوت ۱۹۷۰، در سن ۷۸ سالگی درگذشت.